# 柳濟元
柳濟元（韓語：유제원），韓國電視劇導演。

## 作品

### 電視劇
- 2014年：tvN《高校處世王》
- 2014年：MBN《天國的眼淚》
- 2015年：tvN《Oh 我的鬼神君》
- 2017年：tvN《明天和你》
- 2018年：tvN《從天而降的一億顆星》
- 2019年：tvN《Abyss》
- 2020年：tvN《Hi Bye, Mama!》
- 2020年：SBS《The King: 永遠的君主》
- 2021年：tvN《海岸村恰恰恰》
- 2021年：tvN《某一天滅亡來到我家門前》（5集-16集）
- 2023年：tvN《浪漫速成班》
- 2024年：tvN《媽媽朋友的兒子》
- 2025年：tvN《初次，為了愛》[1]

## 外部連結
- NAVER搜索 （页面存档备份，存于）

1. ↑  박진영. . 조이뉴스24. 2025-03-18  [2025-03-18] （韩语）.